# Kirari to Fuyu
Albums de Tsukishima Kirari starring Kusumi Koharu (Morning Musume)
Kirarin Land
(19 déc. 2007) Best Kirari
(11 mars 2009)
Singles
1. Anataboshi
Sortie : 30 avril 2008
2. Papancake
Sortie : 16 juillet 2008
3. Tan Tan Taan!
Sortie : 29 octobre 2008

Kirari to Fuyu (きらりと冬, traduction : "Hiver avec Kirari") est le troisième et ultime album original de Tsukishima Kirari starring Kusumi Koharu (Morning Musume) (月島きらり starring 久住小春 (モーニング娘。)), sorti en 2008.

## Présentation
L'album sort le 17 décembre 2008 au Japon sur le label zetima. Il atteint la 26e place du classement des ventes de l'Oricon. Il est chanté par Koharu Kusumi du groupe Morning Musume, incarnant Kirari Tsukishima, chanteuse de fiction héroïne de la série anime Kilari (Kirarin Revolution) doublée par Kusumi.
L'album contient douze titres, dont les deux déjà parus sur le 5e single de la chanteuse, Papancake, ainsi que les quatre titres (faces A et B) des deux singles de MilkyWay, interprétés en trio avec les débutantes Sayaka Kitahara et Yū Kikkawa du Hello! Pro Egg. Papancake et les quatre titres de MilkyWay ont servi de génériques de début et de fin à la série Kilari.
L'album sort aussi en édition limitée au format CD+DVD, avec une pochette différente, et un DVD en supplément contenant des versions alternatives des clips vidéo des singles, des interprétations "live", et un "making of".

## Titres
| CD    | CD                                                               | CD                                            | CD    | CD | CD | CD | CD | CD | CD |
| No    | Titre                                                            | Paroles / Musique / Arrangements              | Durée |    |    |    |    |    |    |
| ----- | ---------------------------------------------------------------- | --------------------------------------------- | ----- | -- | -- | -- | -- | -- | -- |
| 1.    | Koi Sign (コイサイン)                                            | Kaneko Yūhei / Takashi Hayato / Keiroku Araki | 3:19  |    |    |    |    |    |    |
| 2.    | Anataboshi (アナタボシ) (1er single de MilkyWay)                 | 2°C / Yūya Saitō / Yūya Saitō                 | 3:26  |    |    |    |    |    |    |
| 3.    | Papancake (パパンケーキ) (5e single)                             | 2°C / Fireworks / Jirō Miyanaga               | 4:11  |    |    |    |    |    |    |
| 4.    | Love Chick (ラブチク)                                            | Dai Murai                                     | 3:44  |    |    |    |    |    |    |
| 5.    | Oh! Tomodachi (Oh! トモダチ) (face B du single Papancake)        | 2°C / Bounceback / Bounceback                 | 4:18  |    |    |    |    |    |    |
| 6.    | Mascara-ful (マスカラフル)                                       | Dai Murai                                     | 3:59  |    |    |    |    |    |    |
| 7.    | Puppy Love (パピーラブ)                                          | Akirastar                                     | 3:27  |    |    |    |    |    |    |
| 8.    | Soramimi Do Re Mi (ソラミミドレミ)                               | Koushirô Fukumoto / Fukumoto / Keiroku Araki  | 2:45  |    |    |    |    |    |    |
| 9.    | Gamusharara (ガムシャララ) (face B de Tan Tan Taan! de MilkyWay) | 2°C / Dai Murai / Dai Murai                   | 4:03  |    |    |    |    |    |    |
| 10.   | Tan Tan Taan! (タンタンターン!) (2e single de MilkyWay)          | Kenichi Maeyamada                             | 4:31  |    |    |    |    |    |    |
| 11.   | San-San Go-Go (サンサンGOGO) (face B de Anataboshi de MilkyWay)  | 2°C / Katsuya Yoshida / Katsuya Yoshida       | 4:30  |    |    |    |    |    |    |
| 12.   | Yume no Balloon (夢のバルーン)                                   | Ritsuko Yato / Hideki Yanagisawa / Shun Ito   | 4:17  |    |    |    |    |    |    |
| 46:23 |                                                                  |                                               |       |    |    |    |    |    |    |

| 1. | Papancake (Close-up Ver.) (パパンケーキ...)            | Version alternative du clip du 5e single      |  |
| 2. | Papancake (Live Ver.) (パパンケーキ...)                | du concert "Hello! Project 2008 Summer"       |  |
| 3. | Anataboshi (Dance Shot Ver.) (アナタボシ...)           | par MilkyWay                                  |  |
| 4. | Anataboshi (Live Ver.) (アナタボシ...)                 | par MilkyWay, du "Hello! Project 2008 Summer" |  |
| 5. | Tan Tan Taan! (Dance Shot Ver.) (タンタンターン!...)   | par MilkyWay                                  |  |
| 6. | Tan Tan Taan! (Anime Ver.) (タンタンターン!...)        | par MilkyWay                                  |  |
| 7. | Jacket (Photography) Making (ジャケット撮影メイキング) | Making of de la pochette                      |  |